# Солопов, Дмитрий Андреевич
Дми́трий Андре́евич Со́лопов (род. 22 мая 1976, Москва) — российский менеджер и журналист, создатель и до августа 2012 года главный редактор радиостанции «Коммерсантъ FM», один из создателей радиостанции «Business FM», генеральный продюсер украинского проекта «Радио Вести» с 2013 по 2014 год.

## Биография

### Образование
- 2005—2006 — Стокгольмская школа экономики.
- 1994—1999 — Московский государственный педагогический университет; филологический факультет.
- 1983—1993 — Школа № 31, г. Москва.

### Деятельность
- 1993—1997 — корреспондент информационной службы радиостанции «Эхо Москвы», специальный корреспондент на «Радио России», «Радио Резонанс», «Эхо Москвы».
- 1997—1999 — специальный корреспондент изданий ИД «Коммерсантъ».
- 1996 — соучредитель рекламного синдиката «Идальго Имидж».
- 2000—2012 — управляющий партнёр РС «Идальго имидж».
- 2006 — коммерческий директор радиостанций «Сити FM» и Relax FM.
- 2007—2009 — основатель, акционер, креативный директор УК «Объединённые медиа» (радиостанция «Бизнес FM», сайт bfm.ru).
- 2008—2009 — главный редактор радиостанции «Бизнес FM».
- 2009—2012 — главный редактор радиостанции «Коммерсантъ FM».
- 2012 — н. в. — президент рекламного синдиката «Идальго Имидж».
- 2014 — руководитель украинского проекта «Радио Вести», базирующегося в Киеве.
- 2015 — н. в. — основатель, акционер коммуникационного агентства Progress[2].

## Награды и премии
- 2008 — лауреат VIII Ежегодной Национальной Премии «Медиа-Менеджер России-2008» за создание уникального формата первого делового радио и динамичное развитие радиостанции «Business FM».
- 2011 — лауреат XI Ежегодной Национальной Премии «Медиа-Менеджер России-2011» за создание единой мультимедийной редакции ИД «Коммерсантъ».
- 2015 — лауреат XV Ежегодной Национальной Премии «Медиа-Менеджер России-2015» за создание и развитие абсолютно нового для российского рынка продукта — аудиоленты «ТАСС Аудио».
- Премия правительства России 2013 года в области средств массовой информации (17 декабря 2013 года) — за организацию вещания радиостанции «Коммерсант FM»[3].

## Книги
В 2020 году совместно с Каролиной Гладковой выпустил книгу «10 заповедей коммуникационной войны», посвященную антикризисным коммуникациям.